# 张金龙
张金龙（1964年4月—），江苏吴江人，中国化学家，华东理工大学教授，中国民主同盟盟员。1985年毕业于华东理工大学感光材料专业，获学士学位。1993年毕业于华东理工大学精细化工专业，获博士学位。2019年当选为欧洲科学院外籍院士。